# خانه مونت استوآرت
خانهٔ مونت استوآرت (انگلیسی: Mount Stuart House) در ساحل شرقی جزیره بوت، اسکاتلند بنایی با سبک معماری نئوگوتیک و خانه اجدادی مارکوئاس بوت بوده است.
این خانه را سر رابرت رواند اندرسون برای سومین مارکوئاس بوت در اواخر دهه ۱۸۷۰ طراحی کرده‌است، که جایگزین خانه قبلی طراحی شده توسط الکساندر مک‌گیل شد که در سال ۱۸۷۷ در آتش سوخت.

## پیشینه
این خانه مقر استوآرت بی‌یوت است که برگرفته از دفتر وراثتی «استوآرت بی‌یوت» و از سال ۱۱۵۷ نگهداری شده‌است. این خانواده مستقیماً فرزندان پسری جان استوآرت، فرزند نامشروع پادشاه روبرت دوم اسکاتلند، اولین پادشاه استوآرت از معشوقه اش مویرا لیچ هستند. به موجب این وراثت آنها همچنین فرزندان رابرت یکم (اسکاتلند) نیز هستند که دخترش مارجوری با ازدواج با والتر استوآرت، ششمین استوآرت ارشد اسکاتلند، مادر رابرت دوم بود.

## نگارخانه

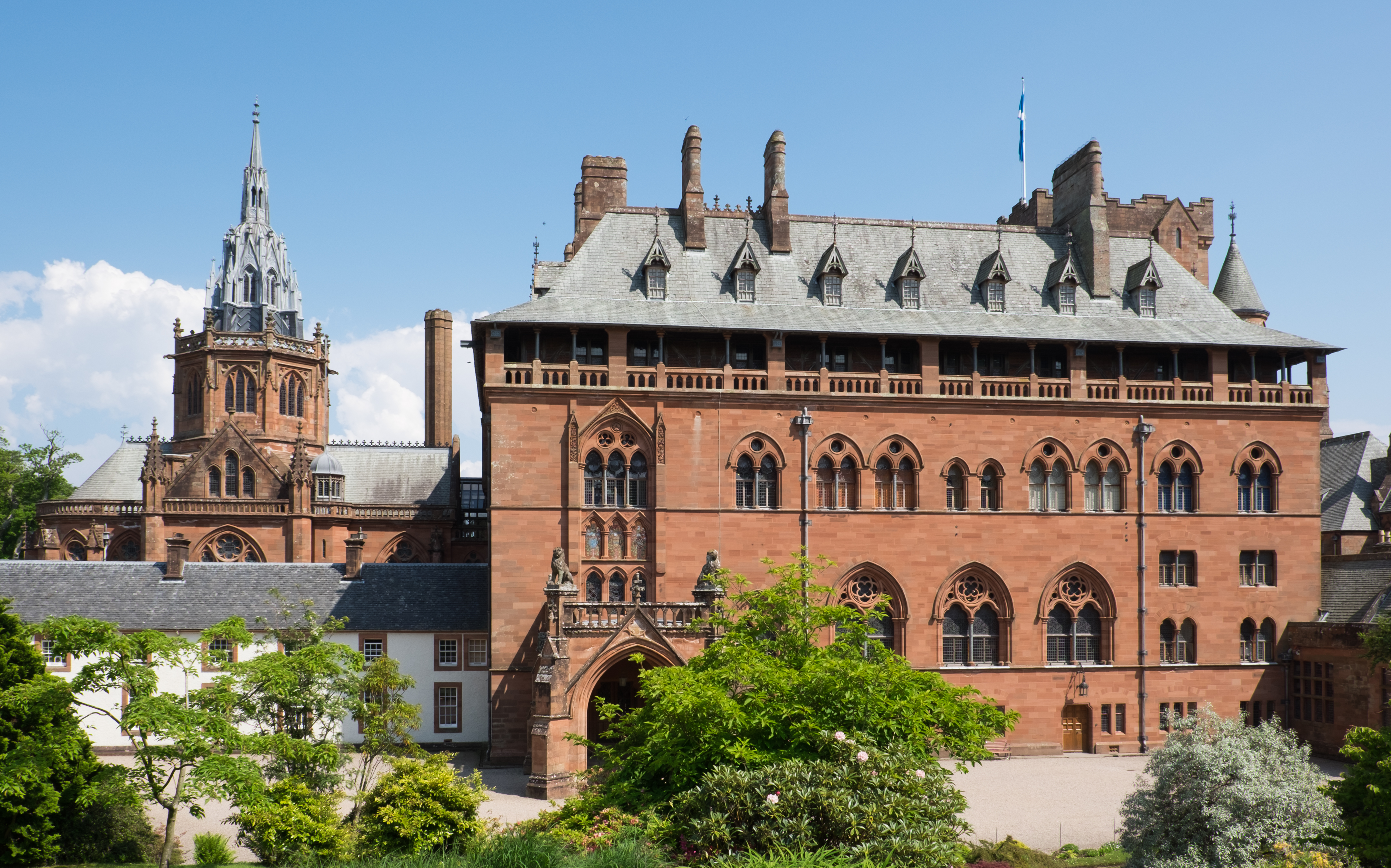
منظر غربی ، یکی از بالهای سالم مانده از خانه قبلی را نشان می دهد.
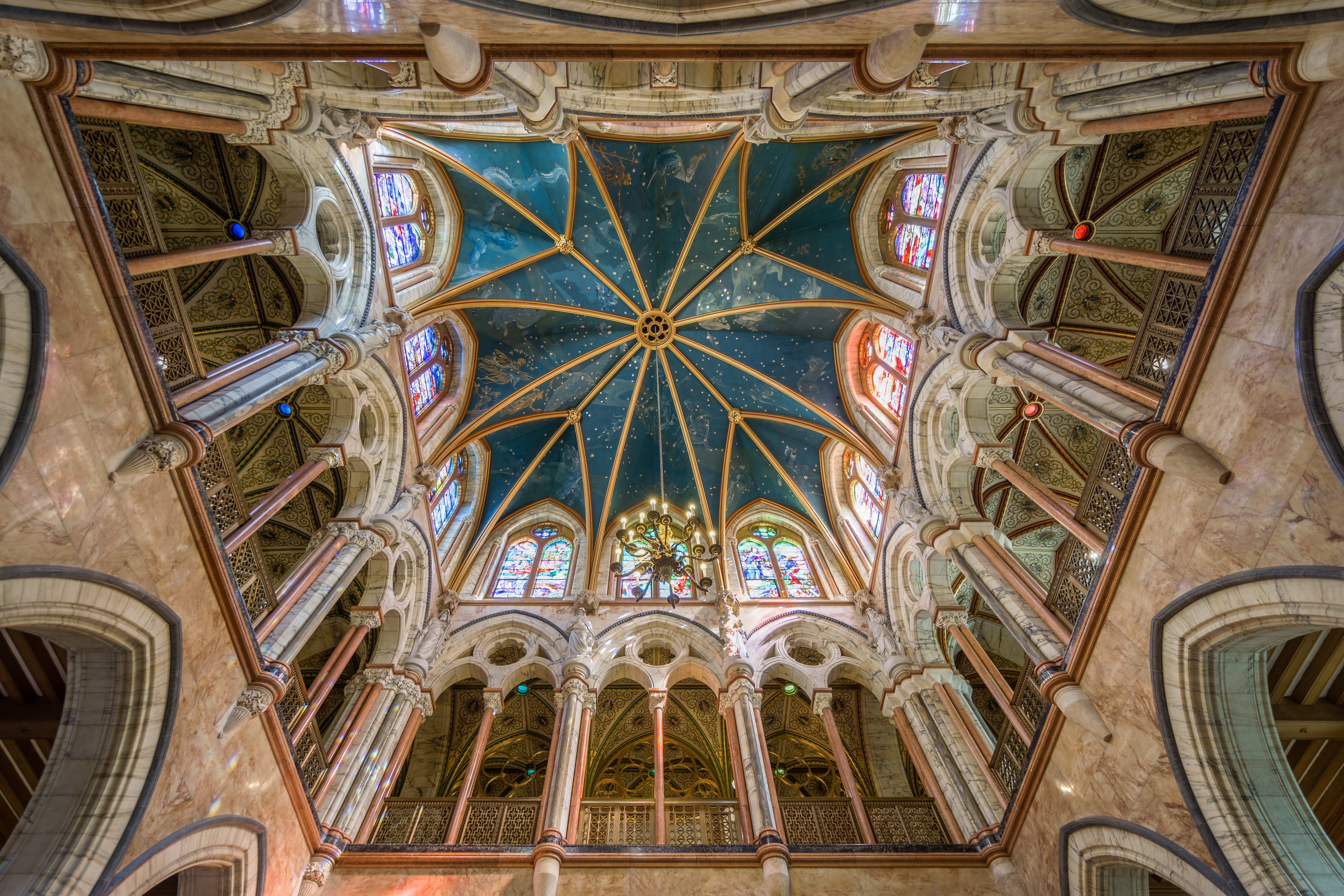
تالار مرمر
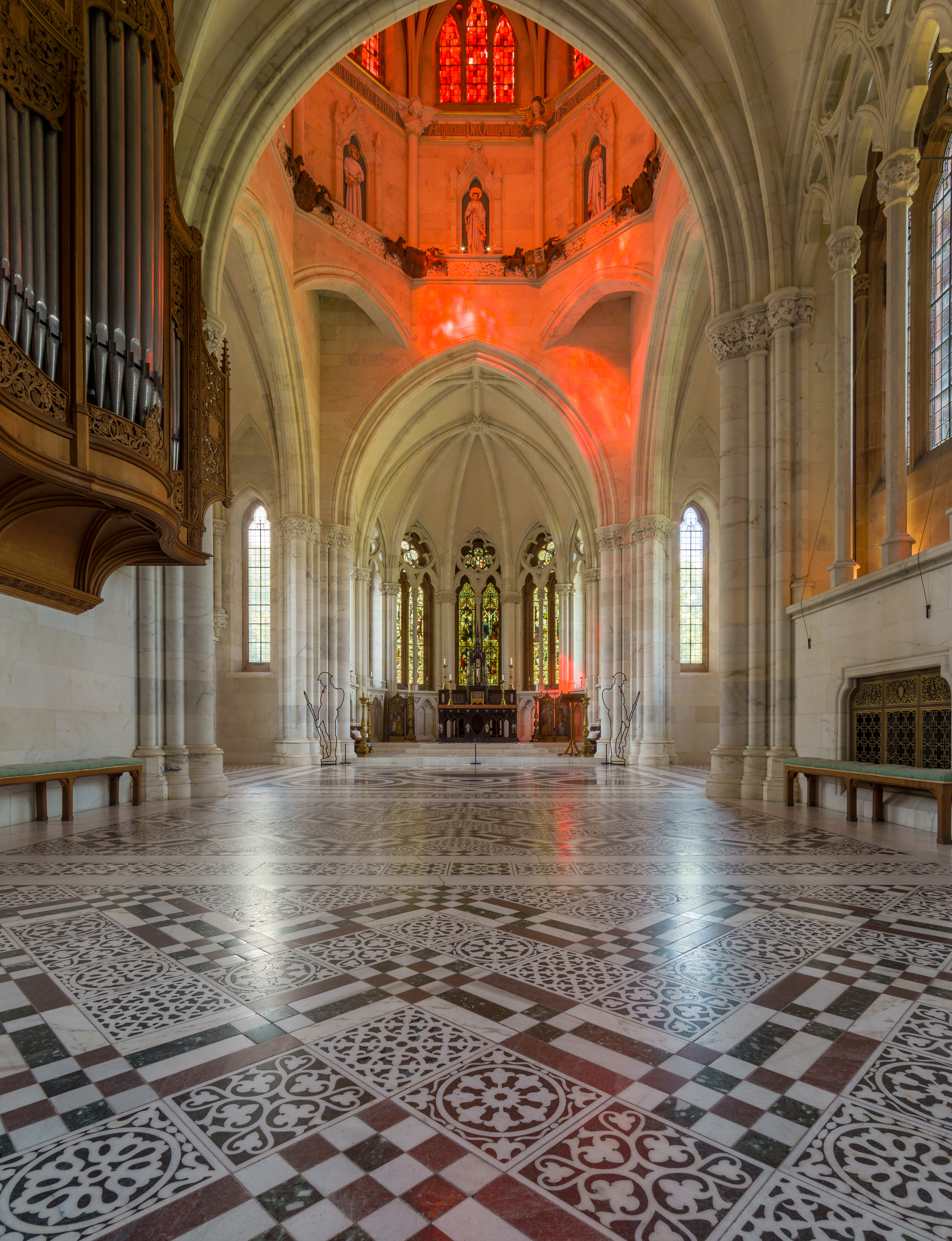
داخل نمازخانه